# Dorftrottel (Soutine)
Dorftrottel, auch Der Dorfidiot oder Junger Mann (französisch: L’idiot du village oder L’idiot) ist ein um 1919/1920 entstandenes Gemälde von Chaim Soutine. Das in Öl auf Leinwand gemalte Bild hat eine Höhe von 92 cm und eine Breite von 65 cm. Es gehört zu einer Reihe von Bildnissen, die Soutine während seines etwa dreijährigen Aufenthaltes in Céret in den Pyrenäen schuf. Dargestellt ist eine auf einem Stuhl sitzende männliche Person, deren Identität unbekannt ist. Ob es sich hierbei tatsächlich um einen sogenannten Trottel handelt oder das Bild möglicherweise autobiografische Bezüge hat, bleibt unklar. Soutines Bild weist eine farbintensive expressive Malweise auf und zeigt die für den Künstler typischen Deformationen des Körpers. Das Gemälde gehört seit 1946 zur Sammlung des Musée Calvet in Avignon.

## Bildbeschreibung
Im Gemälde Dorftrottel hat Soutine mit groben, heftigen Pinselstrichen und starken Farbkontrasten eine unbekannte männliche Person als Dreiviertelporträt dargestellt. Die aus geringer Nähe frontal in der Bildmitte gezeigte Figur sitzt mit hängenden Schultern auf einem Stuhl vor einem leuchtend roten Hintergrund. Der Stuhl, dessen helle hölzerne Rückenlehne in die rechte Bildhälfte ragt, ist der einzige räumliche Bezugspunkt. Der Porträtierte, dessen Alter unbestimmt ist, hat ein rosiges Gesicht mit großen abstehenden Ohren, einer länglichen Nase und einem schmalen geschlossenen Mund. Das Haupt wird von kurzen, anliegenden, rotbraunen Haaren bedeckt. Die offenen dunklen Augen blicken nach vorn. Der Kunsthistoriker Peter J. Bogner beschrieb den Blick des Dargestellten als „traurig, wehrlos, machtlos“ und „abwartend“. Die an eine Schuluniform erinnernde Kleidung besteht aus einer kurzen blauen Hose, einem blauen Oberteil mit weißen Manschetten und einem großen weißen Kragen sowie einem darunterliegenden weißen Unterhemd. Die übergroß wirkenden Hände ruhen auf den nackten Knien. Unterhalb der Knie ist das Bild vom Rand beschnitten. Durch die uniformierte Kleidung und die Leblosigkeit der Pose fehlt – im Sinne einer Depersonalisierung – jeglicher Bezugspunkt zum Innenleben der abgebildeten Person. Das Bild ist unten links mit „Soutine“ signiert, aber nicht datiert.

## Das Bildnis eines vermeintlichen Dorftrottels
Das Modell für den dargestellten Dorftrottel stammt wahrscheinlich aus dem Ort Céret oder der Umgebung. Der überlieferte Bildtitel L’idiot du village weist vordergründig auf einen dummen oder unwissenden Menschen hin. Da die Identität des Modells nicht bekannt ist, lässt sich jedoch über dessen tatsächliche geistige Fähigkeiten keine Aussage treffen. Bei zwei weiteren um 1919 von Soutine geschaffenen Darstellungen findet sich jeweils der Titel Die Verrückte (Privatsammlung und Nationalmuseum für westliche Kunst, Tokio). Auch hier fehlen Hinweise auf die realen Persönlichkeiten und ihre geistigen Fähigkeiten. Andere Werke dieser Zeit, beispielsweise Die Frau in Blau und Der Mann in Blau (beide Barnes Foundation, Philadelphia), zeigen Porträts in ähnlicher Ausführung, jedoch ohne eine im Titel angedeutete Charakterisierung der Personen. Alle genannten Bildnisse stellen die Personen frontal als Dreiviertelporträt im Hochformat dar. Bei der im blauen Kleid gezeigten Verrückten findet sich zudem die gleiche Haltung der Hände wie im Gemälde Dorftrottel. Die Dargestellten posieren zwar vor dem Maler, der aber „keinen Eindruck in das Innenleben des Modells“ wiedergibt. Die so von Soutine Porträtierten vermitteln „etwas Unbeholfenes, ein Gefühl permanenter Befangenheit“, wie der Autor Ernst-Gerhard Güse feststellte.

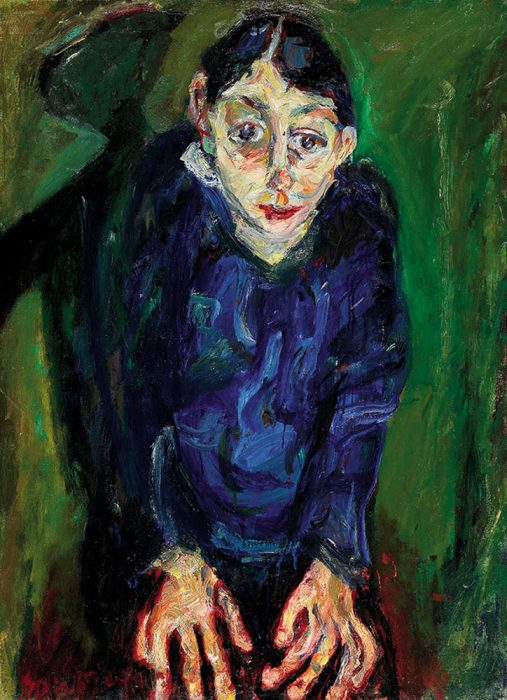
Chaim Soutine: Die Verrückte, um 1919, Privatsammlung
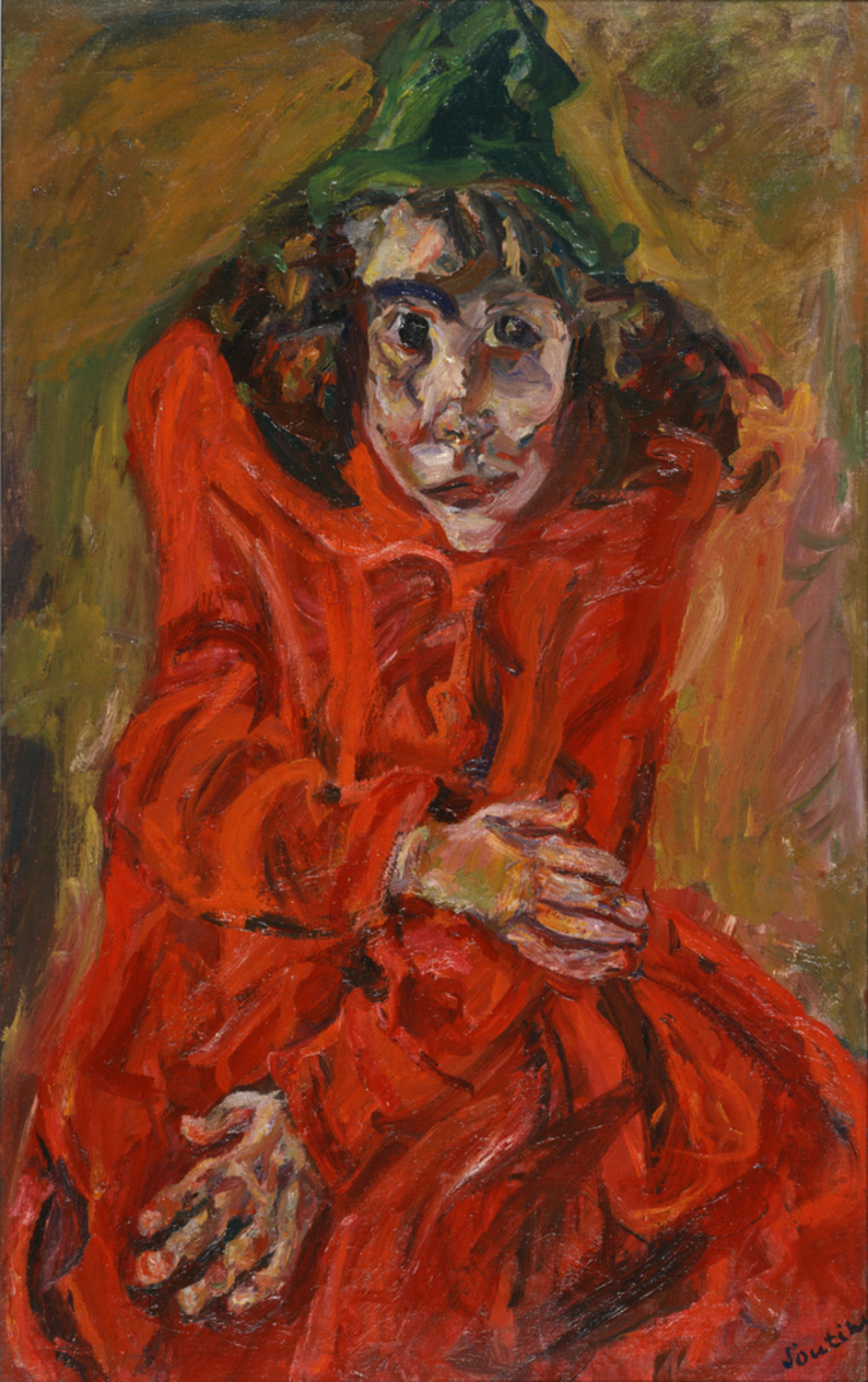
Chaim Soutine: Die Verrückte, um 1919, Nationalmuseum westlicher Kunst, Tokio
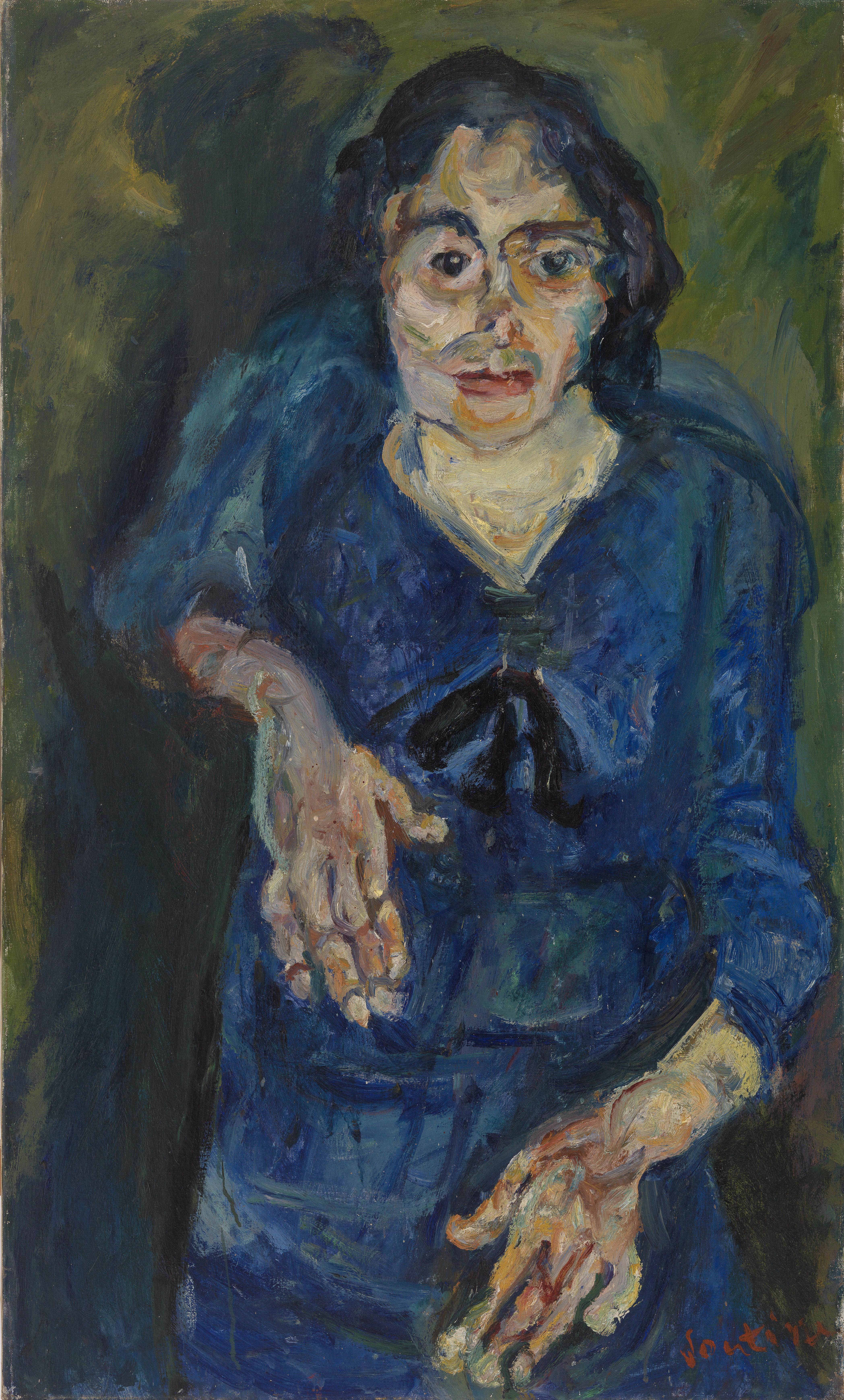
Chaim Soutine: Die Frau in Blau, um 1919, Barnes Foundation, Philadelphia
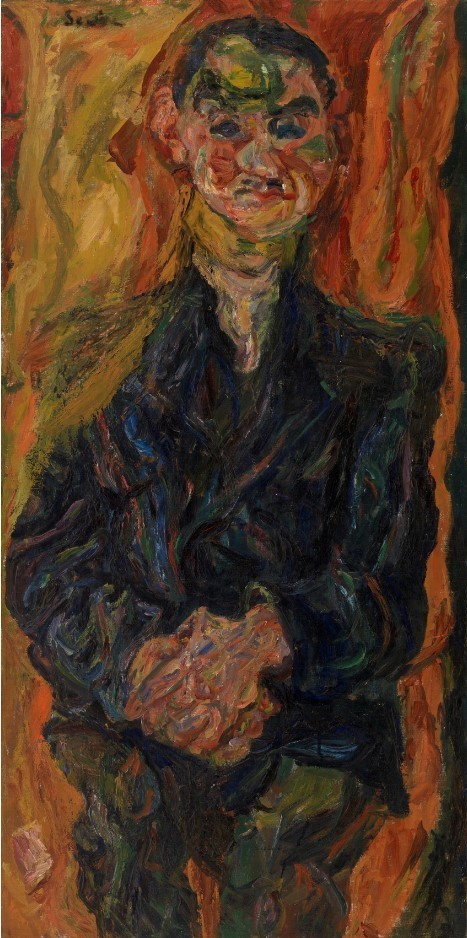
Chaim Soutine: Der Mann in Blau, um 1921, Barnes Foundation, Philadelphia

Der rund dreijährige Aufenthalt in den Pyrenäen war für Soutine sehr produktiv und brachte ihm anschließend die lang erhoffte Anerkennung. Nachdem er Ende 1922 mit rund 200 Gemälden nach Paris zurückgekehrt war, erwarb kurze Zeit später der amerikanische Sammler Albert C. Barnes zahlreiche seiner Werke zu ungewöhnlich hohen Preisen. Andere Sammler und Kunsthändler folgten diesem Beispiel. Für den aus ärmlichen Verhältnissen stammenden Soutine bedeutete dieser plötzliche Wohlstand eine völlige Veränderung seiner Lebensumstände. Er trennte sich teilweise von bisherigen Freunden, legte großen Wert auf eine elegante Erscheinung und blickte abschätzig auf sein eigenes bisheriges Schaffen zurück. Er versuchte sogar, die Bilder aus Céret zurückzukaufen, um sie zu vernichten. Autoren wie Esti S. Dunow vermuteten, dass der Künstler mit der teilweisen Vernichtung seines Frühwerks auch die Erinnerung an seine von Armut geprägte Kindheit und Jugend in Russland und die ersten zehn entbehrungsreichen Jahre in Frankreich auslöschen wollte. Soutines Kindheit in der geistigen Enge seiner Heimat im Schtetl war für ihn eine äußerst unglückliche Zeit. Im Gemälde Dorftrottel verweist die Schuluniform möglicherweise auf seine eigene Kindheit. Der Autor Patrick Hirt sah in Soutines Gemälden aus Céret Phänomene, wie sie auch von Kinderzeichnungen bekannt sind. Ernst-Gerhard Güse vermutete, dass sich Soutine in die Porträts selbst „hineinprojizierte“ und der rote flammenartige Hintergrund an „die im Stedtl übliche Vorstellung von Gott als einer unkörperhaften, brennenden Gegenwart“ erinnere.
Vorbilder für Soutines expressiven farbigen Malstil sehen einige Autoren wie Richard D. Sonn bei Vincent van Gogh, andere wie Esti S. Duno weisen auf die künstlerische Verwandtschaft zu Paul Cézanne hin, bei dem sich wie bei Soutine „eine Verflachung der Formen“ und „Verzerrungen“ finden. Bei der zentralen und frontalen Positionierung der Figuren ist zudem der Einfluss von Soutines Freund Amedeo Modigliani erkennbar. Typisch für beide Maler sind die „etwas ungelenk und steif in ihren Bildraum“ gestellten Figuren und die „Tendenz zu einer Art primitiver oder naiver Auffassung“.

## Provenienz
Die frühe Provenienz des Gemäldes ist nicht bekannt. Wahrscheinlich gelangte das Bild ebenso wie andere Werke Soutines aus dieser Zeit an den Pariser Kunsthändler Leopold Zborowski, der Soutines Céret-Aufenthalt finanziert hatte. Später tauchte das Bild in der Sammlung des Malers Émile Joseph-Rignault in Saint-Cirq-Lapopie auf, der mehrere Werke Soutines besaß. Er stiftete 1946 bedeutende Teile seiner Sammlung, darunter auch das Gemälde Dorftrottel, dem Musée Calvet in Avignon.